# 鹿固乡
鹿固乡，是中华人民共和国山西省忻州市河曲县下辖的一个乡镇级行政单位。2021年5月，撤销前川乡，将前川乡的前沟、南也、刘家沙也、石家庄、七星、后川6个村委会划归鹿固乡管辖。

## 行政区划
鹿固乡下辖以下地区：
金鹿固村、石仁村、下榆泉村、上榆泉村、白家也村、南沙洼村、蒿梁村、庄子村、王寺峁村、杨乔洼村、大村、小埝村、尧坡村、乔鹿固村、祁家也村、向阳坡村、寺也村、城塔村、寨上村、阳坡泉村、大梁村、边家沟村、辛庄子村、骆驼也村、磁窑村、辉塔村和也头村。